# Hibari Misora
Hibari Misora (jap. 美空 ひばり Misora Hibari; ur. 29 maja 1937, zm. 24 czerwca 1989) – japońska piosenkarka i aktorka. Została sklasyfikowana na 5. miejscu 100 najwybitniejszych japońskich artystów wszech czasów według HMV w 2003 roku.

## Życiorys
Hibari Misora urodziła się jako Kazue Katō w dzielnicy Isogo-ku, w Jokohamie. Jej ojciec, Masukichi Katō, był sprzedawcą ryb, a matka, Kimie Katō, gospodynią domową.
Misora wykazywała talent muzyczny od wczesnych lat. Debiutowała w wieku 8 lat w 1945 roku w sali koncertowej w Jokohamie. Za sugestią matki zaczęła występować pod nazwiskiem Misora („piękne niebo”). Rok później usłyszał ją w transmisji NHK kompozytor Masao Koga (1904–1978), który oprócz wielkiego talentu zobaczył w niej emocjonalną dojrzałość. W późniejszych latach napisał dla niej wiele utworów.
Nagrywać zaczęła w wieku 12 lat. Przyjęła wówczas pełny sceniczny pseudonim Hibari Misora, co można tłumaczyć jako: „skowronek na pięknym niebie”. Tego samego roku zagrała w filmie pt.: Nodojiman-kyō jidai („Era entuzjazmu dla piosenkarzy-amatorów”), który przyniósł jej popularność w całym kraju i nagrała swój pierwszy singiel pt.: Kappa Boogie Woogie dla Columbia Records. Był to komercyjny przebój sprzedany w ponad 450 tys. egzemplarzy.

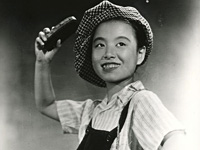
Misora w filmie Tokyo Kid

Jako aktorka grała w 160 filmach w latach 1949–1971, zdobywając wiele nagród. Jej rola w filmie Tokyo Kid (1950), w którym grała uliczną sierotę, uczyniła ją symbolem zarówno trudności życia, jak i narodowego optymizmu powojennej Japonii.
12 stycznia 1957 Misora została zaatakowana kwasem chlorowodorowym przez fanatycznego wielbiciela w Asakusa International Theater (istniał w latach 1937–1982). Na twarzy nie pozostały rany.
W 1962 roku Hibari wyszła za mąż za aktora, Akirę Kobayashiego. Małżeństwo zakończyło się rozwodem dwa lata później.
W kwietniu 1987 w drodze na występ w mieście Fukuoka, nagle zasłabła i upadła. W szpitalu zdiagnozowano jałową martwicę kości  spowodowaną przewlekłym zapaleniem wątroby (hepatitis). Oznaki poprawy pojawiły się w sierpniu i w październiku nagrała nową piosenkę, a w kwietniu 1988 dała koncert w Tokyo Dome.
Był to jednak powrót krótkotrwały; 24 czerwca 1989 w wieku 52 lat Misora zmarła w wyniku zapalenia płuc.
Hibari Misora nagrała 1200 piosenek. Sprzedano 68 milionów płyt. Po jej śmierci popyt na nagrania Misory znacznie wzrósł i do 2001 r. osiągnął poziom 80 milionów. Jej ostatni utwór pt.: „Kawa no nagare no yō ni” (tekst jap. ang.) jest prezentowany przez licznych artystów jako hołd dla niej. Śpiewali ją m.in.: Trzej Tenorzy (Plácido Domingo, José Carreras, Luciano Pavarotti), Teresa Teng, Mariachi Vargas de Tecalitlán.
W uznaniu roli jaką Misora odegrała w kulturze Japonii od 1990 roku co roku w dniu jej urodzin radio i telewizja odtwarzają „Kawa no nagare no yō ni”. Tytuł ten w języku angielskim jest tłumaczony jako: „Like the Flow of the River” – „Jak z biegiem rzeki”. W sondażu przeprowadzonym przez NHK w 1997 roku, piosenka ta została uznana za najwspanialszą piosenkę wszech czasów przez ponad 10 milionów Japończyków. 

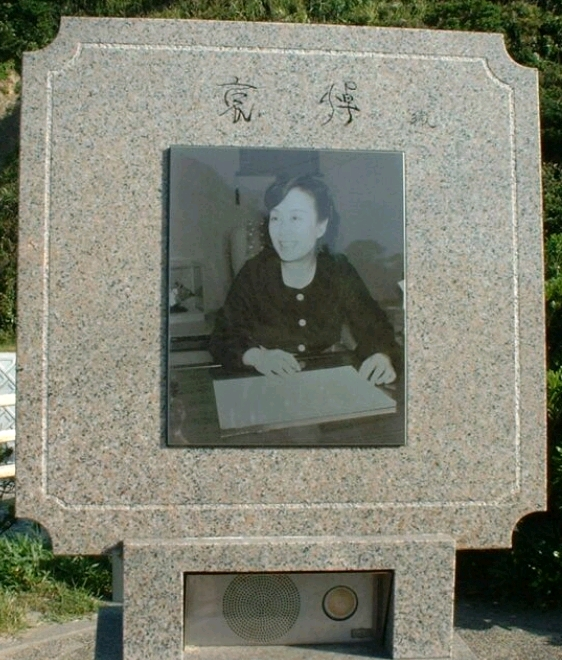
Pomnik Hibari w Iwaki w prefekturze Fukushima

## Wyróżnienia
- Japan Record Awards (1960)
- Japan Record Awards (1965)
- Japan Record Awards (1973)
- Japan Record Awards (1976)
- Japan Record Awards (1989)
- Japan Gold Disc Award (pośmiertnie, 1990)

## Upamiętnienie
- Muzeum Hibari Misory w dzielnicy Arashiyama w Kioto (1994)
- Pomnik z brązu w Jokohamie (2002)
- Teatr Hibari Misory (26 kwietnia 2008)
- Muzeum Tokijskie Ery Edo, dosł. Edo Tōkyō Hakubutsukan (jap. 江戸東京博物館)
- Pomnik Hibari Misory w Iwaki w Fukushima

## Odznaczenia
- Nagroda Błękitnej Wstęgi (1961)
- Nagroda Honorowa Legii Ludowej (pośmiertnie), dosł. Kokumin Eiyoshō (jap. 国民栄誉賞) nadana 6 czerwca 1989 przez premiera Japonii, Sōsuke Uno